# 97069 Stek
97069 Stek è un asteroide della fascia principale. Scoperto nel 1999, presenta un'orbita caratterizzata da un semiasse maggiore pari a 2,6112082 au e da un'eccentricità di 0,0627218, inclinata di 8,64493° rispetto all'eclittica.
L'asteroide è dedicato all'astrofilo svizzero Stefano Klett.